# Liste der Kulturdenkmale in Tauberbischofsheim-Stadt
In der Liste der Kulturdenkmale in Tauberbischofsheim-Stadt sind die Kulturdenkmale der Kernstadt von Tauberbischofsheim aufgelistet. Diese Liste ist eine Teilliste der Liste der Kulturdenkmale in Tauberbischofsheim. Grundlage für diese Liste ist die vom Regierungspräsidium Stuttgart herausgegebene Liste der Bau- und Kunstdenkmale mit Stand vom 15. Februar 2012.
Diese Liste ist nicht rechtsverbindlich. Eine rechtsverbindliche Auskunft ist lediglich auf Anfrage bei der Unteren Denkmalschutzbehörde der Stadt Tauberbischofsheim erhältlich.

## Allgemein
- Bild: Zeigt ein ausgewähltes Bild aus Commons, „Weitere Bilder“ verweist auf die Bilder im Medienarchiv Wikimedia Commons.
- Bezeichnung: Nennt den Namen, die Bezeichnung oder die Art des Kulturdenkmals.
- Lage: Straßenname und Hausnummer oder Flurstücknummer des Kulturdenkmals, gegebenenfalls auch den Ortsteil. Die Grundsortierung der Liste erfolgt nach dieser Adresse. Der Link (Karte) führt zu verschiedenen Kartendiensten mit der Position des Kulturdenkmals. Fehlt dieser Link, wurden die Koordinaten noch nicht eingetragen. Sind diese bekannt, können sie über ein Tool mit einer Kartenansicht einfach nachgetragen werden. In dieser Kartenansicht sind Kulturdenkmale ohne Koordinaten mit einem roten bzw. orangen Marker dargestellt und können durch Verschieben auf die richtige Position in der Karte mit Koordinaten versehen werden. Kulturdenkmale ohne Bild sind an einem blauen bzw. roten Marker erkennbar.
- Datierung: Baubeginn, Fertigstellung, Datum der Erstnennung oder grobe zeitliche Einordnung entsprechend des Eintrags in der zuständigen Denkmaldatenbank (Landesamt für Denkmalpflege Baden-Württemberg).
- Beschreibung: Kurzcharakteristik des Kulturdenkmals.

## Kulturdenkmale im Tauberbischofsheimer Stadtbereich
Bau-, Kunst- und Kulturdenkmale in der Kernstadt Tauberbischofsheim mit der Altstadt Tauberbischofsheim (⊙), den aufgegangenen Wohnplätzen Tauberbischofsheim über der Tauberbrücke (⊙) und An der Königheimer Straße (⊙), den Wohnplätzen Bahnhof Dittwar (⊙), Ehemalige Kurmainz-Kaserne am Laurentiusberg (⊙) und Industriepark A 81 (⊙):

### A
| Bild           | Bezeichnung                      | Lage                                                               | Datierung | Beschreibung | ID |
| -------------- | -------------------------------- | ------------------------------------------------------------------ | --------- | --- | -- |
| Weitere Bilder | Kreuz                            | Albert-Schweitzer-Straße 6 (Karte)                                 | 1870      | Kreuz, von 1870, Haltepunkt bei der Flurprozession in der Albert-Schweitzer-Straße |    |
| Weitere Bilder | Sühnekreuz                       | Albert-Schweitzer-Straße (Karte)                                   | 16. Jh.   | Sühnekreuz Tauberbischofsheim V, ca. 16. Jh., ursprünglich außerhalb der Bebauung, heute innerhalb in der Albert-Schweitzer-Straße (Alte Würzburger Straße). Siehe Liste der Mord- und Sühnekreuze in Tauberbischofsheim. |    |
| Weitere Bilder | Württembergisches Kriegerdenkmal | Albert-Schweitzer-Straße 18 (Karte)                                | 1866/67   | Württembergisches Kriegerdenkmal, nach dem Gefecht bei Tauberbischofsheim im Sommer 1866 wurde das Denkmal genau ein Jahr später für die gefallenen württembergischen Soldaten vor den Toren der Stadt errichtet, heute liegt es am Rand der Albert-Schweitzer-Straße |    |
|                | Bildstock                        | Albert-Schweitzer-Straße 31–33 (Karte)                             |           | Bildstock |    |
| Weitere Bilder | Träubelesbildstock               | Albert-Schweitzer-Straße 37 (Karte)                                |           | Träubelesbildstock, auf dem Vorplatz des Tauberbischofsheimer Krankenhauses. Dieser Bildstock stand ursprünglich auf dem Truppenübungsplatz der Prinz-Eugen-Kaserne in Külsheim. Als dieses Gelände angelegt wurde, quartierte man die dort ansässigen Bauern aus. Einer von ihnen zog nach Impfingen und brachte diesen Bildstock, der sich bei seinem Anwesen befand, mit in die Stadt Tauberbischofsheim. |    |
| Weitere Bilder | Pietà                            | Albert-Schweitzer-Straße (Karte)                                   |           | Pietà, am Straßenrand oberhalb des Tauberbischofsheimer Krankenhauses |    |
| Weitere Bilder | Bildstocksockel                  | Alte Würzburger Straße (Tauberbischofsheim–Großrinderfeld) (Karte) |           | Bildstocksockel nach der Albert-Schweitzer-Straße, am Ortsverbindungsweg in Richtung Großrinderfeld |    |
| Weitere Bilder | Bildstock                        | Alte Würzburger Straße (Tauberbischofsheim–Großrinderfeld) (Karte) |           | Bildstock nach der Albert-Schweitzer-Straße, am Ortsverbindungsweg in Richtung Großrinderfeld (Alte Würzburger Straße) |    |
| Weitere Bilder | Klinglerkreuz                    | Alte Würzburger Straße (Tauberbischofsheim–Großrinderfeld) (Karte) | 1590      | Klinglerkreuz, Elisabeth Klinglerin, 1590, nach der Albert-Schweitzer-Straße, am Ortsverbindungsweg in Richtung Großrinderfeld (Alte Würzburger Straße) |    |
|                | Bildstock                        | Alte Würzburger Straße (Tauberbischofsheim–Großrinderfeld) (Karte) |           | Bildstock mit der Inschrift Ecce homo an der Alten Würzburger Straße von Tauberbischofsheim in Richtung Großrinderfeld. |    |
| Weitere Bilder | Bahnhofsgebäude                  | Am Dittwarer Bahnhof 2 (Karte)                                     |           | Bahnhofsgebäude der ehemaligen Bahnstrecke Tauberbischofsheim – Bahnhof Dittwar – Königheim |    |
| Weitere Bilder | Marienbildstock                  | Am Dittwarer Bahnhof 2 (Karte)                                     |           | Marienbildstock am Dittwarer Bahnhof |    |
|                | Bildstock                        | Am Heimbergsflur 11 (Karte)                                        |           | Bildstock |    |
|                | Doppelbildstock                  | Anton-Schwan-Straße (Karte)                                        |           | Doppelbildstock am Ende der Anton-Schwan-Straße (zwischen dem Krankenhaus und dem Haus Heimberg). Der Doppelbildstock liegt an einem Fußweg der sich zwischen der Albert-Schweitzer-Straße und der Straße Am Heimbergsflur befindet. |    |

### B
| Bild           | Bezeichnung                     | Lage                        | Datierung | Beschreibung | ID |
| -------------- | ------------------------------- | --------------------------- | --------- | --- | -- |
| Weitere Bilder | Synagoge                        | Bachgasse 9 (Karte)         | 1720–1740 | Standort der ehemaligen Synagoge der jüdischen Gemeinde Tauberbischofsheim mit einem auffallend hohen Eingangsbereich. |    |
|                | Scheune                         | Bachgasse 16 (Karte)        | 1674–1675 | Giebelständiger Scheunenbau. 1674–1675 errichtet. Zweischiffig und vierzonig in Firstrichtung gegliedert. Einfahrt im linken Schiff. Dieselbe Gliederung wiederholt sich im Dach. Tragendes Dachgerüst bildet eine liegende Stuhlkonstruktion in Kombination mit stehenden Stuhlständern. Bis auf wenige Ausnahmen bestehen alle Holzwerke aus Eichenholz. Die Scheune steht parallel zum Mühlenkanal. | BW |
|                | Wohnhaus                        | Badgasse 8 (Karte)          | 1482      | Wohnhaus, erste Bauphase 1482 | BW |
| Weitere Bilder | Bahnhof Tauberbischofsheim      | Bahnhofstraße 16–18 (Karte) | 1865–1868 | Bahnhof Tauberbischofsheim, 1865–1868 erbaut (Sachgesamtheit). Seit 2007 ist in dem Gebäude eine Fachschule für Sozialpädagogik untergebracht. Siehe auch: Weitere Teile der Sachgesamtheit Bahnhof mit Güterschuppen, Stellwerk und Aborthäuschen (Bahnhofstraße 17, 22, Hochhäuser Straße 1) |    |
|                |                                 | Bahnhofstraße 17            |           | Teil der Sachgesamtheit Bahnhof |    |
|                | Teil der Sachgesamtheit Bahnhof | Bahnhofstraße 22            |           | Teil der Sachgesamtheit Bahnhof |    |

### D
| Bild           | Bezeichnung                     | Lage                            | Datierung | Beschreibung | ID |
| -------------- | ------------------------------- | ------------------------------- | --------- | --- | -- |
| Weitere Bilder | Altes Stadttor, sog. Schmucktor | Dittigheimer Straße 1–4 (Karte) |           | Sog. Schmucktor vor dem Oberen Stadttor. Historisches Stadttor von Tauberbischofsheim bei der Halbigsmühle (Rollenmühle). Teil der Sachgesamtheit Stadtbefestigung Tauberbischofsheim: Ehem. Stadttor (Dittigheimer Straße 4). Siehe auch: Stadtmauerrest mit Rundturm (Fischgässchen). |    |
| Weitere Bilder | Kreuzigungsgruppe               | Dr.-Burger-Straße 1 (Karte)     | 1792      | Kreuzigungsgruppe, von 1792, aus der ehemaligen Leonhardikapelle, in der Dr.-Burger-Straße (beim Finanzamt) an der Mündung in die Albert-Schweitzer-Straße |    |
| Weitere Bilder | Friedhof                        | Dr.-Ulrich-Straße 2 (Karte)     | 1856      | Christl. Friedhof, Friedhofskreuz, Kriegsgefangenengrabdenkmal, jüdischer Friedhof (Sachgesamtheit). Zugang oberhalb des Friedhofs (Dr.-Ulrich-Straße 2), Siehe auch den Zugang an der Straße unterhalb des Friedhofs (Hochhäuser Straße 1)                                             |    |
|                | Kreuzigungsgruppe               | Dr.-Ulrich-Straße 2 (Karte)     | 1616      | Kreuzigungsgruppe am Friedhofsgebäude, 1616 bez.; daneben gibt es eine Kreuzigungsgruppe in der Mitte des Friedhofs von 1857 | BW |

### E
| Bild | Bezeichnung             | Lage                                  | Datierung | Beschreibung                                     | ID |
| ---- | ----------------------- | ------------------------------------- | --------- | ------------------------------------------------ | -- |
|      | Bildstock               | Edelberg (Flst.Nr. 0-3310) (Karte)    |           | Bildstock mit Pietà-Darstellung                  |    |
|      | Wohn- und Geschäftshaus | Eichstraße 3 (Flst.Nr. 0-996) (Karte) |           | Wohn- und Geschäftshaus Geschützt nach § 2 DSchG | BW |

### F
| Bild           | Bezeichnung                  | Lage                    | Datierung       | Beschreibung | ID |
| -------------- | ---------------------------- | ----------------------- | --------------- | --- | -- |
| Weitere Bilder | Hungerturm, Stadtbefestigung | Fischgässchen (Karte)   | Spätmittelalter | Überreste der Stadtmauer mit Hungerturm; Teile der Sachgesamtheit Stadtbefestigung Tauberbischofsheim: Stadtmauerrest mit Rundturm (Fischgässchen). Siehe auch: Ehem. Stadttor (Dittigheimer Straße 4). |    |
|                | Sühnekreuz                   | Forstgrund              | 14./15. Jh.     | Sühnekreuz Tauberbischofsheim VIII, ca. Ende 14./15. Jh., nordöstlich der Stadt rechts vom Weg im „Forstgrund“; oberhalb des Kreuzes beginnt der „Forstbuckel“ (links der alten Würzburger Straße gelegen) Siehe Liste der Mord- und Sühnekreuze in Tauberbischofsheim. |    |
|                | Wohnhaus                     | Frauenstraße 29 (Karte) | 1481            | Zweigeschossiges, giebelständiges Gebäude mit teilweise massiver Erdgeschosszone und darüber aufgehendem (inzwischen freigelegtem) Fachwerk. Gewölbter Kriechkeller und ein späterer Balkenkeller mit darüberliegendem Zwischengeschoss. 1481 erste Bauphase. Weitere Bauphasen 1561, 1600-1690, 1720–1790 und 1800–1830. Rußgeschwärztes Sparrendach mit stehendem Dachstuhl. Das Haus liegt an der nördlichen Straßenseite unweit des Marktplatzes. | BW |
| Weitere Bilder | Fachwerkhaus                 | Frauenstraße 38 (Karte) |                 | Fachwerkhaus |    |

### G
| Bild | Bezeichnung         | Lage                   | Datierung | Beschreibung | ID |
| ---- | ------------------- | ---------------------- | --------- | --- | -- |
|      | Berufsschul-Madonna | Gartenstraße 1 (Karte) | 1775      | Mariensäule von 1775, Bildstock, sog. Berufsschul-Madonna, eine Marienstatue mit Jesuskind, befand sich einst auf der Wiese an der Kreuzung der Dr.-Ulrich-Straße mit der Rammingerstraße, vor den Berufsschulen der Kaufmännischen Schule Tauberbischofsheim und der Gewerblichen Schule Tauberbischofsheim. Die Marienstatue war ursprünglich in der Nähe eines Sägewerks in der Königheimer Straße in eine Weinbergsmauer eingelassen. Danach wechselte der Standort für viele Jahre an die Wiese vor den beruflichen Schulen in der Dr.-Ulrich-Straße 1 und der Name Berufsschul-Madonna entstand. Heute steht die Statue im Landratsamt des Main-Tauber-Kreises in der Gartenstraße 1. |    |
|      | Stuckdecke          | Gartenstraße 1         | 18. Jh.   | Innenräume mit Stuckdecken |    |
|      | Türsturz            | Grabenweg 18 (Karte)   | 1732      | Türsturz von 1732. Dieser war Teil des alten Schulhauses bei der Stadtkirche St. Martin. Aufgrund des Neubaus der Stadtkirche im Jahre 1909 wurde das alte Schulhaus abgerissen und dessen Türsturz beim Neubau eines Hauses im Grabenweg 18 weiterverwendet. | BW |

### H
| Bild           | Bezeichnung                           | Lage                        | Datierung   | Beschreibung | ID |
| -------------- | ------------------------------------- | --------------------------- | ----------- | --- | -- |
| Weitere Bilder | Lieblerhaus                           | Hauptstraße 21 (Karte)      | 1628        | Fachwerkhaus, 1628 errichtet, Geburtshaus des Jacobus Gallus von Holach, Holztafeln an der Fassade nehmen Bezug zu den Melusinensagen des Taubertals |    |
| Weitere Bilder | Mackertsches Haus                     | Hauptstraße 31 (Karte)      | 1744–1746   | Mackertsches Haus, von 1744 bis 1746 erbaut, Denkmal der barocken Weinhandelsära |    |
| Weitere Bilder | Kloster                               | Hauptstraße 33, 35 (Karte)  | 16.–18. Jh. | Ehem. Franziskanerkloster (Sachgesamtheit). |    |
| Weitere Bilder | Rincker-Haus                          | Hauptstraße 40 (Karte)      | 1678        | Rincker-Haus, Fachwerkhaus, von 1786 bis 1823 Sitz des Kurmainzischen Spitalverwalters Rincker |    |
| Weitere Bilder | Marienfigur                           | Hauptstraße 48 (Karte)      | 1730        | Marienfigur, von 1730 |    |
| Weitere Bilder | Sandsteinfigur                        | Hauptstraße 49 (Karte)      | 1736        | Sandsteinfigur, von 1736, Inschrift: „Zum Rießen 1736“ |    |
| Weitere Bilder | Badischer Hof                         | Hauptstraße 70 (Karte)      | 1733        | Badischer Hof, von 1733, Barockzeit, 1733 erbaut als Adelshof des Ritters Anton Phillip von Fleischmann, diente später als großherzogliche badische Poststallmeisterei, ältestes Hotel in Tauberbischofsheim, um 1811 erhielt es seinen heutigen Namen, 1894 wurde ein Saalbau mit großen Bogenfenstern angebaut, äußerlich originalgetreu erhalten |    |
|                | Historisches Haus                     | Hauptstraße 71 (Karte)      | 1866        | Ehemaliges Wohn- und Geschäftshaus, sonstiges Denkmal von 1866 | BW |
| Weitere Bilder | Maria-Hilf-Kapelle                    | Hauptstraße 73 (Karte)      | 1700        | Maria-Hilf-Kapelle, erste Hälfte des 18. Jh., 1700 aus privaten Mitteln erbaut, römisch-katholische Barockkirche, Die Vorderseite prägt ein geschweifter Giebel und das Säulen-Portal mit gesprengtem Giebel |    |
|                | Polizeidienststelle, ehem. Schule     | Hauptstraße 91              |             | Polizeidienststelle, ehem. Schule |    |
|                | Bildstock                             | Hochhäuser Straße 1 (Karte) | 1669        | Bildstock, von 1669 |    |
|                | Teil der Sachgesamtheit Bahnhof       | Hochhäuser Straße 1         |             | Teil der Sachgesamtheit Bahnhof (siehe auch: Bahnhofstraße). |    |
| Weitere Bilder | Friedhof                              | Hochhäuser Straße 1 (Karte) | 1856        | Friedhof Tauberbischofsheim, 1856, Sachgesamtheit, Hochhäuser Straße 1 (unterhalb) und Dr.-Ulrich-Straße 2 (oberhalb) |    |
| Weitere Bilder | Kreuzigungsgruppe                     | Hochhäuser Straße 1 (Karte) | 1857        | Kreuzigungsgruppe im Friedhof Daneben gibt es am Friedhofsgebäude eine Kreuzigungsgruppe von 1616 (siehe: Dr.-Ulrich-Straße 2) |    |
| Weitere Bilder | Mariengrotte                          | Hochhäuser Straße 1 (Karte) |             | Mariengrotte im Friedhof |    |
| Weitere Bilder | Kriegerdenkmal                        | Hochhäuser Straße 1 (Karte) |             | Kriegerdenkmal im Friedhof Tauberbischofsheim |    |
| Weitere Bilder | Kriegerdenkmäler                      | Hochhäuser Straße 1 (Karte) |             | Kriegerdenkmäler im Friedhof Tauberbischofsheim |    |
| Weitere Bilder | Kriegerdenkmäler                      | Hochhäuser Straße 1 (Karte) |             | Kriegerdenkmäler im Friedhof Tauberbischofsheim |    |
| Weitere Bilder | Kriegerdenkmalskreuz                  | Hochhäuser Straße 1 (Karte) |             | Kriegerdenkmalskreuz im Friedhof Tauberbischofsheim |    |
| Weitere Bilder | Kriegerdenkmäler                      | Hochhäuser Straße 1 (Karte) |             | Kriegerdenkmäler im Friedhof Tauberbischofsheim Das mittlere Kreuz wurde für einen Nassauer Unteroffizier errichtet, der beim Gefecht bei Gerchsheim verwundet wurde und später in Tauberbischofsheim verstarb. |    |
| Weitere Bilder | Kriegerdenkmäler                      | Hochhäuser Straße 1 (Karte) |             | Kriegerdenkmäler im Friedhof Tauberbischofsheim |    |
| Weitere Bilder | Jüdischer Friedhof Tauberbischofsheim | Hochhäuser Straße 1 (Karte) | 1875        | Jüdischer Friedhof Tauberbischofsheim, 1875 von der jüdischen Gemeinde Tauberbischofsheim errichtet |    |
|                | Bildstock                             | Hochhäuser Straße 8 (Karte) |             | Bildstock |    |

### I
| Bild | Bezeichnung | Lage                                                                                  | Datierung       | Beschreibung | ID |
| ---- | ----------- | ------------------------------------------------------------------------------------- | --------------- | --- | -- |
|      | Bildstock   | Im Berg (Gewann) (Flst.Nr. 0-6824) K 2816 (an) (Dienstadt–Tauberbischofsheim) (Karte) |                 | Bildstock Geschützt nach § 2 DSchG |    |
|      | Steinkreuz  | Im Berg (Gewann) (Flst.Nr. 0-6847) K 2816 (an) (Dienstadt–Tauberbischofsheim) (Karte) | ca. 16./17. Jh. | Steinkreuz. Sühnekreuz Tauberbischofsheim VII, ca. 16./17. Jh., an der Kreisstraße von Tauberbischofsheim nach Dienstadt; kurz nach dem Sühnekreuz beginnt die Dienstädter Gemarkung. Siehe Liste der Mord- und Sühnekreuze in Tauberbischofsheim. Geschützt nach § 2 DSchG |    |

### K
| Bild           | Bezeichnung                               | Lage                          | Datierung | Beschreibung | ID |
| -------------- | ----------------------------------------- | ----------------------------- | --------- | --- | -- |
| Weitere Bilder | St. Bonifatius                            | Kapellenstraße 4 (Karte)      | 1964–1967 | Katholische Pfarrkirche St. Bonifatius, erbaut 1964–1967 nach Plänen von Erwin van Aaken, Glasfenster von Emil Wachter, Bronzeausstattung (Tabernakel, Kreuz, Madonna, Bonifatius, Lioba, Kreuzweg) von Lukas Gastl, Orgel von Hubert Sandtner (2005)                                               |    |
|                | Pfarrhaus                                 | Kirchweg 3 (Karte)            |           | Pfarrhaus. Teil der Sachgesamtheit ev. Pfarrkirche und Pfarrhaus. | BW |
| Weitere Bilder | Christuskirche                            | Kirchweg 4 (Karte)            | 1894–1895 | Christuskirche, 1894 bis 1895 erbaut, evangelische Stadtkirche. Teil der Sachgesamtheit ev. Pfarrkirche und Pfarrhaus. |    |
| Weitere Bilder | St.-Lioba-Kirche                          | Klostergasse 1 (Karte)        | 1650      | St.-Lioba-Kirche, 1650 errichtet, nach weiteren Veränderungen im barocken Stil 1753 fertiggestellt, vormals der hl. Elisabeth geweihte Kapelle, diente später als ehemalige Klosterkirche des 1823 aufgelösten Franziskanerklosters Tauberbischofsheim                                              |    |
| Weitere Bilder | Gebäude mit Torbogen und Wandverzierungen | Klostergasse 3                | 14. Jh.   | Ehemaliges Armen-Spital, hervorgegangen aus dem Klosterspital, erstmals urkundlich erwähnt im 14. Jahrhundert; Torbogen von 1605, künstlerische Wandverzierungen |    |
| Weitere Bilder | Bauinschrift                              | Klostergasse 10               | 1619      | Bauinschrift, von 1619, Bauinschrift „1619 WI“ mit Berufskennzeichen der Seiler in Tauberbischofsheim, WI sind die Initialen des Seilers Wolff Jacob, dem Großvater von Gallus Jacob. |    |
| Weitere Bilder | Steintor                                  | Klostergasse 13 (Karte)       |           | Steintor |    |
| Weitere Bilder | Bildstock                                 | Königheimer Straße 8 (Karte)  |           | Bildstock in der Königheimer Straße. 14 Heilige Nothelfer. |    |
| Weitere Bilder | Bildstock                                 | Königheimer Straße            |           | Bildstock in der Königheimer Straße |    |
| Weitere Bilder | Bildstock                                 | Königheimer Straße 32 (Karte) |           | Bildstock vor einem Wohnhaus an der Königheimer Straße. Spöhr-Unglücksbildstock. |    |
| Weitere Bilder | Bildstock                                 | Königheimer Straße 69 (Karte) | 1997      | Bildstock mit Pietà-Darstellung und Kreuz auf der Spitze, an der Ecke einer Wegkreuzung, etwa in der Mitte der Königheimer Straße. Inschrift am Sockel: „Ehemaliger Standort an der Külsheimer Straße (LGB. NR. 7077). Neuanfertigung im Auftrag der Eheleute Herbert und Helena Baumann TBB 1997.“ |    |
| Weitere Bilder | Bildstock                                 | Königheimer Straße            |           | Bildstock in der Königheimer Straße |    |

### L
| Bild           | Bezeichnung       | Lage                            | Datierung   | Beschreibung | ID |
| -------------- | ----------------- | ------------------------------- | ----------- | --- | -- |
|                | Bildstock         | L 578 (Karte)                   |             | Bildstock, an der L 578 gelegen, in der Nähe des Laurentiusberges. |    |
| Weitere Bilder | Laurentiuskapelle | Laurentiusberg (Karte)          | 1702/1723   | Laurentiuskapelle (früher St. Lorenzikapelle genannt), 1702, am 10. August 1723 eingeweiht. |    |
| Weitere Bilder | Sühnekreuz        | Laurentiusberg (Karte)          | 16. Jh.     | Sühnekreuz Tauberbischofsheim I, ca. 16. Jh., eines von drei spätmittelalterlichen Sühnekreuzen neben der Laurentiuskapelle. Siehe Liste der Mord- und Sühnekreuze in Tauberbischofsheim.                                                       |    |
| Weitere Bilder | Sühnekreuz        | Laurentiusberg (Karte)          | 15./16. Jh. | Sühnekreuz Tauberbischofsheim II, ca. 15./16. Jh., eines von drei spätmittelalterlichen Sühnekreuzen neben der Laurentiuskapelle. Siehe Liste der Mord- und Sühnekreuze in Tauberbischofsheim.                                                  |    |
| Weitere Bilder | Sühnekreuz        | Laurentiusberg (Karte)          | 16./17. Jh. | Sühnekreuz Tauberbischofsheim III, ca. 16./17. Jh., eines von drei spätmittelalterlichen Sühnekreuzen neben der Laurentiuskapelle. Siehe Liste der Mord- und Sühnekreuze in Tauberbischofsheim.                                                 |    |
| Weitere Bilder | Friedrichs-Höhe   | Laurentiusberg (Karte)          | 1863        | Völkerschlachtdenkmal, von 1863, sog. „Friedrichs-Höhe“, Denkmal zur Völkerschlacht von Leipzig, Steinsäule, wurde von der Stadt Tauberbischofsheim 1863 – zum 50. Jahrestag der Völkerschlacht bei Leipzig – errichtet. Siehe Sockelinschrift. |    |
| Weitere Bilder | Bildstock         | Laurentiusbergstraße 16 (Karte) | 1578        | Kreuzigungsdarstellung von 1578, im Bereich des evangelischen Kindergartens. früher an der alten Laurentiusbergstraße |    |
| Weitere Bilder | Bildstock         | Laurentiusbergstraße 37 (Karte) |             | Bildstock. |    |

### M
| Bild           | Bezeichnung                        | Lage                    | Datierung   | Beschreibung | ID |
| -------------- | ---------------------------------- | ----------------------- | ----------- | --- | -- |
| Weitere Bilder | Rehhof                             | Marktplatz 6 (Karte)    | 1702        | Rehhof, berockes Eingangstor von 1702, Hauswappen des „Rehe-Hoff“ sichtbar, vermutlich einer der ersten sieben Höfe Tauberbischofsheims                                                                                       |    |
| Weitere Bilder | Rathaus                            | Marktplatz 8 (Karte)    | 1865–1867   | Rathaus, von 1865 bis 1867 in neugotischem Stil errichtet |    |
|                | Gedenktafel                        | Marktplatz 8 (Karte)    | 1933–1945   | Gedenktafel im Rathaus, für „die durch Unrecht und Gewaltherrschaft vertriebenen und ermordeten jüdischen Mitbürger“ in der Stadt von 1933 bis 1945                                                                           |    |
|                | Steinkreuz                         | Marktplatz 8 (Karte)    |             | Steinkreuz, vor dem Rathaus auf dem Marktplatz |    |
|                | Thurn- und Taxissche Post          | Marktplatz 9/10 (Karte) | 1550        | Thurn- und Taxissche Post, Fachwerkhaus, Fachwerk der unteren Geschosse von 1550, 1602 durch Aufsetzung eines Giebels als großes Fachwerkhaus geschaffen, das Gebäude Alte Post bestand ursprünglich aus zwei kleinen Häusern |    |
|                | Sternapotheke und De-la-Roche-Haus | Marktplatz 13 (Karte)   | 1613        | Sternapotheke und De-la-Roche-Haus, Fachwerkhäuser, Sternapotheke ab 1613 errichtet, De-la-Roche-Haus ab 1670 errichtet |    |
|                | Wohnhaus                           | Martinsgasse 1 (Karte)  | 16. Jh.     | Sonstiges Denkmal aus dem 16. Jh. | BW |
|                | Sühnekreuz                         | Moosichwald (Karte)     | 15.–17. Jh. | Sühnekreuz Tauberbischofsheim IX, ca. 15./17. Jh., östlich der Stadt am Nordrand des Moosichwaldes. Siehe Liste der Mord- und Sühnekreuze in Tauberbischofsheim.                                                              |    |

### O
| Bild           | Bezeichnung         | Lage                                             | Datierung | Beschreibung                                                                              | ID |
| -------------- | ------------------- | ------------------------------------------------ | --------- | ----------------------------------------------------------------------------------------- | -- |
|                | Fachwerkhaus        | Obere Gasse (Karte)                              |           | Fachwerkhaus in der Mitte dieser schmalen Gasse zwischen St.-Lioba-Straße und Ringstraße. | BW |
| Weitere Bilder | Obere Spraitkapelle | Oberer Sprait (Gewann) (Flst.Nr. 0-6957) (Karte) | 1754      | Obere Spraitkapelle, 1754 bez., im Gewann Oberer Sprait. Geschützt nach § 2 DSchG         |    |

### R
| Bild | Bezeichnung | Lage                                        | Datierung | Beschreibung                                                                               | ID |
| ---- | ----------- | ------------------------------------------- | --------- | ------------------------------------------------------------------------------------------ | -- |
|      | Bildstock   | Radweg (Tauberbischofsheim–Dittwar) (Karte) |           | Bildstock, am Radweg von Tauberbischofsheim nach Dittwar, auf Höhe des Dittwarer Bahnhofes |    |

### S
| Bild           | Bezeichnung                                                 | Lage                                       | Datierung   | Beschreibung | ID |
| -------------- | ----------------------------------------------------------- | ------------------------------------------ | ----------- | --- | -- |
|                | Teil des Schloßkomplexes                                    | Schloßplatz 3 (Karte)                      | 13.–19. Jh. | Teil des Schloßkomplexes (Sachgesamtheit), siehe auch: Schloßplatz 7 | BW |
|                | Teil des Schloßkomplexes                                    | Schloßplatz 4 (Karte)                      | 13.–19. Jh. | Teil des Schloßkomplexes (Sachgesamtheit), siehe auch: Schloßplatz 7 | BW |
|                | Teil des Schloßkomplexes                                    | Schloßplatz 5 (Karte)                      | 13.–19. Jh. | Teil des Schloßkomplexes (Sachgesamtheit), siehe auch: Schloßplatz 7 | BW |
| Weitere Bilder | Kurmainzisches Schloss                                      | Schloßplatz 7 (Karte)                      | 13. Jh.     | Kurmainzisches Schloss, Ursprung als mittelalterliche Stadtburg aus dem 13. Jahrhundert, von der heute noch der Bergfried (Türmersturm) erhalten ist, im 16. Jahrhundert durch das Kurmainzische Schloss ersetzt, ehemaliger Sitz der erzbischöflichen Amtsmänner des Mainzer Kurstaates, beherbergt heute das Tauberfränkische Landschaftsmuseum Schloßkomplex (Sachgesamtheit), Scheune (§ 2) |    |
| Weitere Bilder | Türmersturm                                                 | Schloßplatz 7 (Karte)                      | 1270        | Türmersturm, Baubeginn 1270, ehemaliger Bergfried der mittelalterlichen Stadtburg aus dem 13. Jahrhundert, Wahrzeichen der Stadt Tauberbischofsheim |    |
| Weitere Bilder | Volksschule                                                 | Schloßplatz 8 (Karte)                      | 1907–1908   | Ehem. städtische Volksschule, heute Grundschule am Schloss. |    |
| Weitere Bilder | Frankoniahaus                                               | Schmiederstraße 19 (Karte)                 |             | Frankoniahaus, heute genutzt durch die Fränkischen Nachrichten |    |
|                | Gefängnis                                                   | Schmiederstraße 20 (Karte)                 | 1854–1855   | Ehem. Bezirksamtsgefängnis mit Umfassungsmauer (Sachgesamtheit). | BW |
|                | Ehemaliges Finanzamt                                        | Schmiederstraße 21 (Karte)                 | 1886–1937   | Ehem. „Kombinierte Verrechnung und Bezirksforstei“ mit Erweiterungstrakt. Sonstiges Denkmal. Dient heute als eines von mehreren Verwaltungsgebäuden des Landratsamtes des Main-Tauber-Kreises. Geschützt nach § . DSchG | BW |
| Weitere Bilder | Amtsgericht Tauberbischofsheim                              | Schmiederstraße 22 (Karte)                 | 1875–1876   | Amtsgericht, 1875–1876 bez. |    |
|                | Spital                                                      | Schmiederstraße 25 (Karte)                 | 1865–1866   | Ehemaliges städtisches Spital mit Garten und Umfassungsmauer (Sachgesamtheit). | BW |
| Weitere Bilder | Peterskapelle                                               | Schmiederstraße 28 / Museumsstraße (Karte) | 1180        | Peterskapelle (auch Kapelle vor dem Tore in alten Urkunden genannt), 1180 erbaut, ältestes sakrales Bauwerk der Stadt Tauberbischofsheim, aus romanischer Zeit, ab etwa 1400 Friedhofskapelle im Petersfriedhof bis zur Errichtung des heutigen Friedhofs gegenüber der Bahnlinie im Jahre 1853, ungewölbter Saalbau mit eingezogenem Rechteckchor, der sich in einem breiten und gedrungenen Rundbogen ins Schiff öffnet, erhaltene Altargruppe im Kircheninneren mit drei frühbarocken Altären des 17. Jahrhunderts, Chorraum mit Deckenstuck von 1624, reiche Beischlagwerksformen der Renaissancezeit                           |    |
| Weitere Bilder | Kirchhof                                                    | Schmiederstraße 28 / Museumsstraße (Karte) | 16.–19. Jh. | St. Peters-Kirchhof |    |
| Weitere Bilder | Fachwerkhaus                                                | Sonnenplatz 1 (Karte)                      | 1550        | Fachwerkhaus, von 1550 |    |
| Weitere Bilder | Görres-Haus                                                 | Sonnenplatz 2 (Karte)                      | 1902        | Görres-Haus, von 1902, im Jugendstil erbaut, ein entfernt mit dem politischen Schriftsteller Josef von Görres verwandter Vorbesitzer stellte in einer Nische des Hauses eine Büste dieses Schriftstellers auf, ursprünglich befand sich dort eine Marienstatue |    |
| Weitere Bilder | Sonnenplatz-Apotheke                                        | Sonnenplatz 4 (Karte)                      | 1730        | Haus Sonnenplatz 4, ehemalige Sonnenplatz-Apotheke, 1730 erbaut, Barockzeit, 1810 im Empire-Stil mit prachtvoller Inneneinrichtung aus dunklem Kirschkernholz ausgebaut, von 2006 bis 2019 ein Apothekenmuseum. |    |
|                | Bildstocksockel                                             | Sprait                                     |             | Bildstocksockel, auf dem Sprait (Richtung Dienstadt) |    |
| Weitere Bilder | St. Martin                                                  | St.-Lioba-Platz 1 (Karte)                  | 1910–1914   | Katholische Stadtpfarrkirche St. Martin, erbaut 1910–1914 nach Plänen von Ludwig Maier, Hochaltar von Thomas Buscher (1916), Marienaltar von Niklaus Weckmann / Hans Schäufelein (1517), Madonna von Hans Multscher (1480), Orgel von Claudius F. Winterhalter (1989) |    |
|                | Ölberg                                                      | St.-Lioba-Platz 1 (bei) (Karte)            |             | Ölbergszene | BW |
|                | Liobabrunnen                                                | St.-Lioba-Platz 1 (bei) (Karte)            |             | Liobabrunnen. St.-Lioba-Brunnen mit Statue der Hl. Lioba von Tauberbischofsheim. | BW |
| Weitere Bilder | Sebastianuskapelle                                          | St.-Lioba-Platz 4, Kirchgäßchen (Karte)    | 1474        | Sebastianuskapelle, 1474 erbaut, Doppelkapelle, frühere Friedhofskapelle, mit einer Steinplastik des Jüngsten Gerichts am Eingang zum Untergeschoss, dem Ossarium (Gebeinhaus); Schriftentafeln an beiden Seiten berichten vom Bau der Kapelle; Gedenkstätte der Stadt für die Toten beider Kriege und der Nachkriegszeit; im oberen Stock eine Kapelle der früheren Sebastianusbruderschaft; spätgotischer, renovierter Kirchenraum, Glasbildern vom Leben der Lioba von Tauberbischofsheim (Stadtheilige), nach Entwürfen des Kunstmalers Feuerstein geschaffen; Lage am St.-Lioba-Platz 4 zwischen Kirchgäßchen und Martinsgasse |    |
|                | Wohnhaus                                                    | St.-Lioba-Platz 5 (Karte)                  | 18. Jh.     | Wohnhaus mit Hofmauer und Tor (Sachgesamtheit). | BW |
| Weitere Bilder | Fachwerkhaus                                                | St.-Lioba-Straße 24 (Karte)                |             | Historisches Fachwerkhaus |    |
| Weitere Bilder | Fachwerkhaus                                                | St.-Lioba-Straße 29 (Karte)                | 19. Jh.     | Fachwerkhaus. Wohn- und Geschäftshaus. Sonstiges Denkmal. Zweite Hälfte des 19. Jh. |    |
| Weitere Bilder | Kreuzweg                                                    | Stammbergweg (Karte)                       | 1772        | Kreuzweg, von 1772, mit sieben Stationen für die sieben Schmerzen Mariens, knüpft an die Weissagung des Simeon an; Die Verehrung der Schmerzen Mariens entstand im Mittelalter; Die sieben Schmerzen Mariens werden jeweils durch Schwerter symbolisiert |    |
| Weitere Bilder | 1. Kreuzwegstation                                          | Stammbergweg (Karte)                       | 1772        | Kreuzwegstation 1/7 (Tauberbischofsheim) des sieben Stationen umfassenden Kreuzwegs zur Stammbergkapelle. Darstellung einer der sogenannten „Sieben Schmerzen Mariens“. |    |
| Weitere Bilder | 2. Kreuzwegstation                                          | Stammbergweg (Karte)                       | 1772        | Kreuzwegstation 2/7 (Tauberbischofsheim) des sieben Stationen umfassenden Kreuzwegs zur Stammbergkapelle. Darstellung einer der sogenannten „Sieben Schmerzen Mariens“. |    |
| Weitere Bilder | 3. Kreuzwegstation                                          | Stammbergweg (Karte)                       | 1772        | Kreuzwegstation 3/7 (Tauberbischofsheim) des sieben Stationen umfassenden Kreuzwegs zur Stammbergkapelle. Darstellung einer der sogenannten „Sieben Schmerzen Mariens“. |    |
| Weitere Bilder | 4. Kreuzwegstation                                          | Stammbergweg (Karte)                       | 1772        | Kreuzwegstation 4/7 (Tauberbischofsheim) des sieben Stationen umfassenden Kreuzwegs zur Stammbergkapelle. Darstellung einer der sogenannten „Sieben Schmerzen Mariens“. |    |
| Weitere Bilder | 5. Kreuzwegstation                                          | Stammbergweg (Karte)                       | 1772        | Kreuzwegstation 5/7 (Tauberbischofsheim) des sieben Stationen umfassenden Kreuzwegs zur Stammbergkapelle. Darstellung einer der sogenannten „Sieben Schmerzen Mariens“. |    |
| Weitere Bilder | 6. Kreuzwegstation                                          | Stammbergweg (Karte)                       | 1772        | Kreuzwegstation 6/7 (Tauberbischofsheim) des sieben Stationen umfassenden Kreuzwegs zur Stammbergkapelle. Darstellung einer der sogenannten „Sieben Schmerzen Mariens“. |    |
| Weitere Bilder | 7. Kreuzwegstation                                          | Stammbergweg (Karte)                       | 1772        | Kreuzwegstation 7/7 (Tauberbischofsheim) des sieben Stationen umfassenden Kreuzwegs zur Stammbergkapelle. Darstellung einer der sogenannten „Sieben Schmerzen Mariens“. |    |
| Weitere Bilder | Pietà-Darstellung                                           | Stammbergweg (Karte)                       | 1612        | Pietà-Darstellung, von 1612, am Kreuzweg kurz nach dem Hotel St. Michael am rechten Wegrand gelegen |    |
| Weitere Bilder | Wegkreuz                                                    | Stammbergweg (Karte)                       | 1867        | Wegkreuz, von 1867, am Kreuzweg vom Hotel St. Michael zur Stammbergkapelle am rechten Wegrand gelegen |    |
| Weitere Bilder | Bildstock                                                   | Stammbergweg (Karte)                       | 1559        | Bildstock, von 1559, kurz vor der Stammbergkapelle am linken Wegrand |    |
| Weitere Bilder | Bildstock                                                   | Stammbergweg (Karte)                       | 1643        | Bildstock, von 1643, kurz vor der Stammbergkapelle am rechten Wegrand |    |
| Weitere Bilder | Stammbergkapelle                                            | Stammbergweg (Karte)                       | 1773        | Stammbergkapelle (auch Maria-Schmerz-Kapelle), außerhalb der Stadt am namensgebenden Stammberg gelegen; auch Kreuzweg-Kapelle genannt |    |
| Weitere Bilder | Pietà                                                       | Stammbergweg (Karte)                       | 1773        | Pietà, etwa 15 Meter links neben der Stammbergkapelle gelegen |    |
| Weitere Bilder | Feldkapelle am Stammberg                                    | Stammbergweg (Karte)                       |             | Feldkapelle am Stammberg (Brehmbachtal, am Beginn des Appentals) |    |
|                | Bildstock                                                   | Stammberg (Karte)                          |             | Bildstock. Darstellung Maria mit Jesuskind |    |
|                | Gedenkstein                                                 | Stammberg (Karte)                          |             | Gedenkstein im Vogelschutzgebiet am Stammberg |    |
|                | Kreuz                                                       | Stammberg (Karte)                          |             | Holzkreuz mit Christuskorpus im Wald am Stammberg |    |
|                | Grenzsteine                                                 | Stammberg (Karte)                          |             | Mehrere Grenzsteine mit Tauberbischofsheimer Wappen am Stammberg, unter anderem beim Fuhrmannsloch |    |
| Weitere Bilder | Erzbischöfliches Knabenkonvikt                              | Stammbergweg 1 (Karte)                     | 1890–1891   | Hauptgebäude des ehemaligen erzbischöflichen Knabenkonvikts St. Michael, von 1890–1891, mit verzierten Fenstern und Steinfiguren; Das Erzbischöfliche Knabenkonvikt war eine Vorgängerschule des Matthias-Grünewald-Gymnasiums, heute Hotel St. Michael |    |
| Weitere Bilder | Hauskapelle des Erzbischöflichen Knabenkonvikts St. Michael | Stammbergweg 1 (Karte)                     | 1891        | Hauskapelle des Erzbischöflichen Knabenkonvikts St. Michael, von 1891, Kapelle im ehemaligen Erzbischöfliche Knabenkonvikt, eine Vorgängerschule des Matthias-Grünewald-Gymnasiums, heute Hotel, mit reichlich bunt verzierten Fenstern von 1891 |    |
| Weitere Bilder | Herz-Jesu-Kapelle                                           | Stammbergweg 1 (Karte)                     |             | Herz-Jesu-Kapelle mit Orgel |    |
|                | Statue                                                      | Stammbergweg 1 (Karte)                     |             | Statue vor dem Hotel St. Michael | BW |
|                | Statue                                                      | Stammbergweg 1 (Karte)                     |             | Statue an der Front des Hotels St. Michael | BW |
|                | Bildstock                                                   | Stammbergweg 1                             |             | Pietà und Jakobsmuscheldarstellung, beim ehemaligen Konvikt |    |
|                | Statue                                                      | Struwepfad 1 (Karte)                       |             | Wandbildnis: Statue in Hauswandnische. Am Haus an der Ecke Struwepfad/St.-Lioba-Platz. |    |

### T
| Bild | Bezeichnung | Lage               | Datierung | Beschreibung                                                                 | ID |
| ---- | ----------- | ------------------ | --------- | ---------------------------------------------------------------------------- | -- |
|      | Bildstock   | Tannenwald (Karte) |           | Bildstock am Rande des Tannenwalds beim Leintalsgraben bei der Panzerstraße. |    |
|      | Gedenkstein | Tannenwald (Karte) |           | Gedenkstein im Tannenwald am Silberbrünnle beim Leintalsgraben.              |    |

### U
| Bild           | Bezeichnung          | Lage                                              | Datierung  | Beschreibung | ID |
| -------------- | -------------------- | ------------------------------------------------- | ---------- | --- | -- |
|                | Eckstein             | Untere Gasse                                      | 1592       | Eckstein, der an ein historisches Gebäude erinnert. Ecke Frauenstraße-Untere Gasse mit der Jahreszahl 1592. Die Abkürzung „GD“ gehört zu dem reichen Domkapitelsfaktor Georg Dillmann. |    |
|                | Eckstein             | Untere Gasse                                      | 1591       | Eckstein, der an ein historisches Gebäude erinnert. Jahreszahl 1591. Wie bei einem weiteren Eckstein ebenfalls mit dem Namen Georg Dillmann. |    |
| Weitere Bilder | Untere Spraitkapelle | Unterer Sprait (Gewann) (Karte)                   | 16. Jh.    | Untere Spraitkapelle. (auch Feldkapelle am Sprait), auf dem Sprait beim Richtplatz, am Ende des Schützenweges. Geschützt nach § 2 DSchG |    |
|                | Sühnekreuz           | Unterer Sprait (Gewann) (Flst.Nr. 0-7067) (Karte) | Sühnekreuz | Sühnekreuz Tauberbischofsheim IV, ca. 16./17. Jh., sogenanntes „Richtplatzkreuz“ (der ehemalige Richtplatz befand sich in der Nähe; das Steinkreuz befindet sich nach dem Ende des Schützenwegs im Gewann Unterer Sprait). Siehe Liste der Mord- und Sühnekreuze in Tauberbischofsheim. Geschützt nach § 2 DSchG |    |

### V
| Bild           | Bezeichnung       | Lage                                                     | Datierung | Beschreibung | ID |
| -------------- | ----------------- | -------------------------------------------------------- | --------- | --- | -- |
|                | Gefallenendenkmal | Vitryallee (Flst.Nr. 0-1241/4) In der Grünanlage (Karte) | 1914–1918 | Gefallenendenkmal bzw. Kriegerdenkmal, am Anfang der Vitryallee auf einer Wiese vor der Tauberbrücke Geschützt nach § 2 DSchG |    |
|                | Wegkreuz          | Vitryallee 7 (Flst.Nr. 0-1241/5) (Karte)                 | 1843      | Steinkreuz, von 1843 Geschützt nach § 2 DSchG |    |
| Weitere Bilder | Rektorskapelle    | Vorderer Heimberg (Karte)                                | 1626      | Sog. Rektorskapelle, von 1626 laut Säuleninschrift, von Kaspar Liebler und Jacob Trefs errichtet. Der Name Rektorskapelle stammt wohl von einem Brauch eines ehemaligen Schulrektors, an dieser Stelle mit seinen Schülern Muttergotteslieder zu singen. Befindet sich heute am oberen Rand des Gewanns Vorderer Heimberg, beim Distrikt Hammberg. Die Rektorskapelle befand sich früher an einem anderen Standort in der Nähe des Krankenhauses Tauberbischofsheim. Der Hammbergsteig führt von der Albert-Schweitzer Straße bis zur Rektorskapelle am Rand des Waldes am Hammberg. |    |

### W
| Bild           | Bezeichnung       | Lage                                                                                  | Datierung    | Beschreibung | ID |
| -------------- | ----------------- | ------------------------------------------------------------------------------------- | ------------ | --- | -- |
|                | Steinkreuz        | Wellenberg (Gewann) (Flst.Nr. 0-428) L 504 (an) (Tauberbischofsheim–Külsheim) (Karte) | 16./.17. Jh. | Steinkreuz. Sühnekreuz Tauberbischofsheim VI, ca. 16./.17. Jh., etwa einen Kilometer westlich der Stadt, rechts an der Straße Richtung Külsheim, oberhalb einer kleinen Stützmauer. Siehe Liste der Mord- und Sühnekreuze in Tauberbischofsheim. Geschützt nach § 2 DSchG                                                                                           |    |
|                | Bildstock         | Wertheimer Straße (Flst.Nr. 4932) Impfinger Grund (Gewann) (Karte)                    |              | Bildstock. Stefans-Pietà. Geschützt nach § 2 DSchG | BW |
| Weitere Bilder | Bildstock         | Wieselberg (Flst.Nr. 0-8428) Wiesenbach (Gewann) nahe Bahnhof Dittwar (Karte)         | 1608         | Sog. „Metzger-Bildstock“ oder „Metzgersbild“ von 1608, am alten Weg nach Gissigheim, Nähe Dittwarer Bahnhof. Kreuzigungsdarstellung. Darstellung der Tätigkeit des Metzgers, der ein Kalb führt. Begleitet von einem Hund. Möglicherweise der Dank eines Metzgers, dass er diese bergige Strecke ohne leiblichen Schaden passieren konnte. Geschützt nach § 2 DSchG |    |
|                | Historisches Haus | Würzburger Straße 1 (Karte)                                                           |              | Historisches Haus | BW |

### Z
| Bild           | Bezeichnung            | Lage                                  | Datierung | Beschreibung | ID |
| -------------- | ---------------------- | ------------------------------------- | --------- | --- | -- |
|                | Nische mit Hausmadonna | Zehntgasse 1 (Flst.Nr. 0-585) (Karte) |           | Nische mit Hausmadonna (am Gebäude) Geschützt nach § 2 DSchG | BW |
| Weitere Bilder | Wohnhaus               | Zwinger 2 (Flst.Nr. 0-622/1) (Karte)  | 1559      | Wohnhaus, mit Wappentafel und Statue, von 1559. Geschützt nach § 28 DSchG |    |
| Weitere Bilder | Wappentafel            | Zwinger 2 (Flst.Nr. 0-622/1) (Karte)  | 1559      | Wappentafel des Dompropstfaktors Julius Zehender (Mitte), seiner ersten Frau Margaretha Denerin (links), seiner zweiten Frau Catharina Pfrundschigin (Pfreundschick, rechts). Teil des Denkmals am Zwinger 2 (Wohnhaus). Geschützt nach § 28 DSchG |    |
| Weitere Bilder | Statue                 | Zwinger 2 (Flst.Nr. 0-622/1) (Karte)  |           | Marienstatue mit Jesuskind, an einer Hausecke. Teil des Denkmals am Zwinger 2 (Wohnhaus). Geschützt nach § 28 DSchG |    |
|                | Bildstock              | Zimmerplatz                           | 1626      | Bildstock von 1626, Drei Lilien, am ehemaligen Konvikt (heute: Hotel St. Michael), am ehemaligen Zimmerplatz |    |